# Valera (município)
Valera é um município da Venezuela localizado no estado de Trujillo.
A capital do município é a cidade de Valera.